# Браташанка (Прахова)
Браташанка (рум. Brătășanca) насеље је у Румунији у округу Прахова у општини Филипештиј де Тарг. Oпштина се налази на надморској висини од 231 m.

## Становништво
Према подацима из 2002. године у насељу је живело 520 становника, од којих су сви румунске националности.